# Chunsoft
Chunsoft (チュンソフト Chunsofuto?) var ett japanskt företag som utvecklade datorspel i första hand till konsoler från Nintendo och Sony. Det grundades 1984 av Koichi Nakamura, och gick den 1 april 2012 samman med Spike för att bilda företaget Spike Chunsoft.